# Chocimirski
Chocimirski – polski herb szlachecki, odmiana herbu Grabie.

## Opis herbu
Opis z wykorzystaniem zasad blazonowania, zaproponowanych przez Alfreda Znamierowskiego:
W polu złotym grabie srebrne w roztrój, zaćwieczone na takiejż toczenicy.
Klejnot: pięć piór strusich.
W wieku XVI, z którego pochodzą pierwsze wzmianki o herbie, nie znano jego barw ani klejnotu. Elementy te pojawiły się dopiero w herbarzu Kaspra Niesieckiego.

## Najwcześniejsze wzmianki
Bezbarwny wizerunek herbu pojawia się po raz pierwszy w Panoszy Bartosza Paprockiego (1575) oraz w Gnieździe cnoty tego samego autora. Herb przysługiwał podolskiej rodzinie Chocimirskich.

### Legenda herbowa
Według Kaspra Niesieckiego, dodatkowe grabie do herbu rodowego Grabie miał otrzymać rycerz, który wykazał się męstwem. Autor podaje też inne wersje legendy, wedle których herb wywodzi się od Herburta (zamiana mieczy na grabie), lub też, że herb przybył do nas z Czech.

## Herbowni
Tadeusz Gajl wymienia dwa rody herbownych:
Chocimirski (Chocimierski), Swida (Świda).